# 光度
光度（luminosity）是辐射电磁功率（光）的绝对度量，亦即发光物体随时间发出的辐射功率。在天文学中，光度是恒星、星系或其他天体在单位时间内发出电磁能量的总量；在科學的不同領域中有不同的意義。

## 光度學

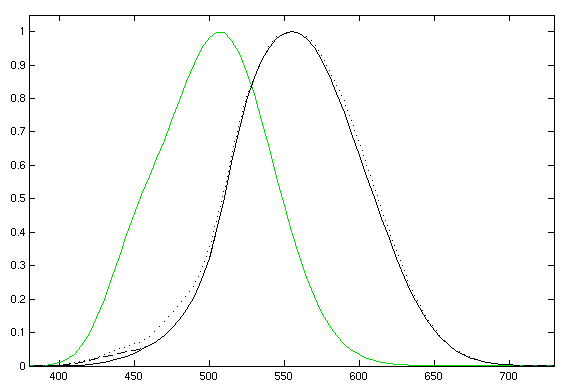
黑色曲线为亮适应光度函数曲线，绿色曲线为暗适应光度函数曲线。实线为CIE 1931标准。断续线为1978年修正数据。点线为2005年修正数据。横坐标单位为nm。

在光度学（photometry）中，光度（luminosity）经常与亮度（luminance）弄混。亮度是光源在给定方向上单位面积单位立体角内所发出的的光通量，单位是尼特。光度并不是一个物理量，这个词用于光度函数。
光度也指发光强度（luminous intensity）。
人眼能相当精确地判断两种颜色的光亮暗感觉是否相同。所以为了确定眼睛的光谱响应，可将各种波长的光引起亮暗感觉所需的辐射通量进行比较。在较明亮环境中人的视觉对波长为555.016nm的绿色光最为敏感。设任意波长为{\displaystyle \lambda }的光和波长为555.016nm的光产生同样亮暗感觉所需的辐射通量分别为{\displaystyle \Psi _{555.016}}和{\displaystyle \Psi _{\lambda }}，把后者和前者之比
{\displaystyle V(\lambda )={\frac {\Psi _{555.016}}{\Psi _{\lambda }}}}
叫做光度函数（luminosity function）或视见函数（visual sensitivity function）。例如，实验表明，1mW的555.0nm绿光与2.5W的400.0nm紫光引起的亮暗感觉相同。于是在400.0nm的光度函数值为
{\displaystyle V(400.0nm)={\frac {10^{-3}}{2.5}}=0.0004.}
衡量光通量的大小，要以光度函数为权重把辐射通量折合成对人眼的有效数量。对波长为{\displaystyle \lambda }的光，辐射强度为{\displaystyle \psi (\lambda )}，光通量为{\displaystyle \Phi _{v}}，则有
{\displaystyle \Phi _{v}=K_{max}\int V(\lambda )\psi (\lambda )d\lambda }
式中{\displaystyle K_{max}}是波长为555.016nm的光功当量，也叫做最大光功当量，其值为683 lm/W。

## 天文學
在天文學中，光度（luminosity）是物體每單位時間內輻射出的總能量，即辐射通量，在國際單位制是瓦特（Watt），在厘米克秒制中是“爾格/秒”，天文学常以太陽光度來表示。{\displaystyle L_{\bigodot }}；也就是以太陽的輻射通量為一個單位來表示。太陽的光度是3.846×1026瓦特。光度以可指辐射通量的谱分布（spectral luminosity），单位为瓦特/赫兹（W/Hz）或瓦特/纳米（W/nm）。:111
光度是與距離無關的物理量，而人眼观看到的天体的亮度（实际上是照度）則明顯的與距離有關，而且是與距離的平方成反比，通常會以視星等來量度。:68
在測量恆星的亮度時，光度、視星等和距離是相關的參數。如果你已經知道其中的兩項，就可以算出第三項。因為太陽的光度是一個標準值，以太陽的視星等和距離做為這些參數的比較標準，就很容易完成彼此之間的轉換。

### 光度和亮度之間的計算

點光源S向所有的方向輻射光線。穿越面積A的總量會隨著與光源的距離改變而改變。

假設{\displaystyle L}是一個點光源的光度（即辐射通量），它向四周輻射的能量是均等的。這個點光源被安置在一個中空球殼的中心，則輻射的所有能量都將穿過這個球殼。當半徑增加時，球殼的表面積也將增加，但通過球殼的光度是恆定不變的，所以將導致在球殼上觀察到的亮度{\displaystyle b}下降。
{\displaystyle b={\frac {L}{A}}}，此處{\displaystyle A}是被照亮的球殼表面積。對恆星和一個點光源而言，{\displaystyle A=4\pi r^{2}}所以{\displaystyle b={\frac {L}{4\pi r^{2}}}\,}，此處{\displaystyle r}是點光源與觀測者的距離。
恆星的光度{\displaystyle L}（假設恆星是一個黑體，這僅是一個良好的近似值）與溫度{\displaystyle T}和半徑{\displaystyle R}的關聯，以方程式表示為：
{\displaystyle L=4\pi R^{2}\sigma T^{4}}  ，此處σ是斯特凡-波茲曼常數5.67×10−8 W·m-2·K-4
除以太陽光度{\displaystyle L_{\bigodot }}和消除常數之後，我們得到如下的關係：
{\displaystyle {\frac {L}{L_{\bigodot }}}={\left({\frac {R}{R_{\bigodot }}}\right)}^{2}{\left({\frac {T}{T_{\bigodot }}}\right)}^{4}}.
對一顆主序星，光度也與質量相關：
{\displaystyle {\frac {L}{L_{\bigodot }}}\sim {\left({\frac {M}{M_{\bigodot }}}\right)}^{3.9}}
這就很容易知道恆星的光度、溫度、半徑和質量之間都是有關聯的。
恆星的星等與亮度間是對數的關係，視星等是從地球上觀察到的亮度，絕對星等是在10秒差距上的視星等。
只要知道光度，我們就可以計算在任一給定距離上的視星等：
{\displaystyle m_{\rm {star}}=m_{\rm {sun}}-2.5\log _{10}\left({L_{\rm {star}} \over L_{\bigodot }}\cdot \left({\frac {r_{\rm {sun}}}{r_{\rm {star}}}}\right)^{2}\right)}
，此處
mstar是恆星的視星等（一個純數字）
msun是太陽的視星等（也是一個純數字）
Lstar是恆星的光度
{\displaystyle L_{\bigodot }}是太陽的光度
rstar是到恆星的距離
rsun是到太陽的距離
很簡單的，讓msun = −26.73，rsun = 1.58×10−5   光年：
mstar = − 2.72 − 2.5 · log（Lstar/diststar2）
例如：
天狼星的光度是多少？
天狼星的距離是8.6光年，星等為−1.47。
Lum（天狼星） = 0.0813 · 8.62 · 10−0.4·(−1.47) = 23.3×{\displaystyle L_{\bigodot }}
我們可以說天狼星的光度是太陽的23倍，或是它輻射出23倍太陽光度的能量。
一顆熱星等為−10的明亮恆星的光度是106 {\displaystyle L_{\bigodot }}，而熱星等+17等星的暗星光度是10−5 {\displaystyle L_{\bigodot }}。注意絕對星等可以直接與光度對應，但視星等則是距離的函數。因為只有視星等可以經由觀測直接測量，而有了估計的距離才能確定目標的光度。